# Černá u Bohdanče
Černá u Bohdanče är en ort i Tjeckien.   Den ligger i regionen Pardubice, i den centrala delen av landet, 90 km öster om huvudstaden Prag. Černá u Bohdanče ligger 215 meter över havet och antalet invånare är 261.
Terrängen runt Černá u Bohdanče är platt.Runt Černá u Bohdanče är det tätbefolkat, med 659 invånare per kvadratkilometer. Närmaste större samhälle är Pardubice, 7,7 km öster om Černá u Bohdanče. Runt Černá u Bohdanče är det i huvudsak tätbebyggt.